# Serhei Petrenko
Serhei Petrenko (em russo:  Сергій Володимирович Петренко, Khmelnytskyi, Khmelnitski, 8 de dezembro de 1956) é um velocista ucrâniano na modalidade de canoagem.
Foi vencedor da medalha de Ouro em C-2 1000 m e C-2 500 m em Montreal 1976 junto com o seu companheiro de equipe Aleksandr Vinogradov.